# فرد واترس (لاعب كرة قدم أمريكية)
فرد واترس (بالإنجليزية: Fred Waters)‏ هو لاعب كرة قدم أمريكية أمريكي، ولد في 31 ديسمبر 1878، وتوفي في 10 نوفمبر 1943.